# Cent (HRR)
Die Cent bzw. auch Zent war ein im Mittelalter und der frühen Neuzeit existierender Rechtsbegriff, der in mehrfacher Hinsicht verwendet wurde. Die hauptsächliche Bedeutung stellte dabei die Hochgerichtsbarkeit dar, daneben wurde aber auch derjenige Gerichtsbezirk damit bezeichnet, auf dessen Gebiet diese Rechtsinstitution angewandt wurde.

## Definition
Die Bezeichnung „Cent“ geht auf die Zeit der Fränkischen Landnahme zurück und  wurde von lateinisch centum („hundert“) abgeleitet. Dies hing damit zusammen, dass die Ansiedlung der fränkischen Kolonisten nach Hundertschaften erfolgte, die dementsprechend „Centenen“ (centenae) genannt wurden. Die daraus entstandene Bezeichnung „Centene“ stand somit für einen geschlossenen Siedlungsbezirk, den die Kolonisten durch Rodungen urbar gemacht hatten und der der unterste Verwaltungsbezirk des Königslandes war. Die den Hundertschaften vorstehenden „Centenare“ hatten dabei vor allem die Aufgabe das königliche Rodungsland und die darauf errichteten Königshöfe zu verwalten, es fielen ihnen aber auch gewisse richterliche Befugnisse zu. Aus den von den Neusiedlern erschlossenen Rodungsgebieten entstanden in der Folgezeit fest umrissene Gerichtsbezirke, deren Grenzen in periodischen Zeitabständen immer wieder verraint und versteint wurden. Am Ende dieser Entwicklung stand die Bezeichnung „Cent“ dann nicht nur für den Gerichtsbezirk, sondern auch für die Gerichtsbarkeit, die in diesem Bezirk angewandt wurde.